# Zlín Z-37 Čmelák
De Zlín Z-37 Čmelák (ook wel bekend als Let Z-37 Čmelák, Čmelák is Tsjechisch voor hommel) is een Tsjechisch, vroeger Tsjechoslowaaks, laagdekker-sproeivliegtuig gebouwd door Moravan en Let. De eerste vlucht vond plaats op 29 juni 1963. In totaal zijn er 713 Čmelák’s gebouwd.

## Ontwerp en ontwikkeling
Het construeren van het eerste als sproeivliegtuig bedoelde toestel uit Tsjechoslowakije begon in 1961. Dit gebeurde in een samenwerkingsverband tussen de twee vliegtuigbouwers Let en Moravan. Het eerste prototype, XZ-37 gedoopt, vloog voor het eerst op 29 juni 1963. Het is een laagdekker gebouwd uit metaal, waarvan de vleugels en staartvleugels overspannen zijn met aluminium en de romp overspannen is met doek. Het landingsgestel is niet intrekbaar en bestaat uit een staartwiel en twee hoofdwielen, één onder elke vleugel. De cockpit is direct achter de motor, met de tank voor de chemicaliën er direct achter. Onder de vleugels zitten sproeiers gemonteerd. De cockpit verzorgt de piloot een goed uitzicht, maar is ook erg gevaarlijk in het geval van een noodlanding. Een boordwerktuigkundige kan in de Čmelák achter de chemicaliëntank worden meegenomen. Naast een versie voor chemicaliën is er ook een vrachtuitvoering, bij dit type is de chemicaliëntank vervangen door een vrachtruimte.
Het toestel is vanaf 1965 geproduceerd als Z-37. Vanaf 1971 werd de Z-37A geproduceerd, een versie met een versterkte constructie. Deze werd tot 1975 geproduceerd en kort weer tussen 1983 en 1984. Van deze versie zijn samen met Z-37A-2, de lesversie van dit type, 677 stuks geproduceerd.
Op 6 september 1981 vloog het prototype XZ-37T voor het eerst. Dit type werd aangedreven met een Walter M 601B turboprop motor. Twee prototypes van het type Z-37T Agro Turbo volgden, deze werden aangedreven met de minder sterkere Walter M 601Z motor en vlogen respectievelijk 12 juli en 29 december 1983 voor het eerst. Naast een nieuwe motor kreeg dit type ook een grotere spanwijdte, van 12,22 m voor de Z-37A tot 13,63 m voor de Agro Turbo, en werd het uitgerust met winglets. Van de versies Z-37T, Z-37T-2 en Z-137 zijn in totaal 51 stuks gebouwd, waarvan de laatste in 1994.

## Operationele geschiedenis
De Z-37 werd voornamelijk gebruikt in Tsjechoslowakije en de DDR, ook in andere Oostbloklanden veel gebruikt. Verder zijn er veel Z-37’s naar Soedan en India geëxporteerd, waar ze bijna zonder te stoppen vlogen met de voorraadbak als extra brandstoftank. Versies zijn tot in Groot-Brittannië en de Verenigde Staten te vinden.
Het gebruik van de Čmelák is tegenwoordig gelimiteerd door de hoge brandstofkosten die het toestel met zich meebrengt. Gebruik van de Z-37 vindt dan ook voornamelijk alleen nog plaats in Slowakije. Veel van de Čmelák’s die in gebruik zijn worden ingezet als sleepvliegtuig. Čmelák’s kunnen met gemak twee zweefvliegtuigen tegelijk trekken en trekken vaak zelfs vier stuks tegelijk. Het record staat op dit moment op negen zweefvliegtuigen die tegelijk werden voortgetrokken door één Z-37T.

## Versies
- XZ-37: Eerste prototype.
- Z-37: Eerste productieversie, tussen 1965 en 1971 gebouwd.
- Z-37A: Tweede productieversie, met een versterkte constructie, tussen 1971 en 1975 later tussen 1983 en 1984 gebouwd, in totaal zijn er zo’n 650 stuks gebouwd.
- Z-37A-2 Sparka: Dubbelzitsversie, bedoeld als lesvliegtuig, 27 stuks gebouwd.
- Z-37A-3: 4-zits versie, plaats voor de piloot en drie passagiers, aangepaste Z-37A’s
- XZ-37T: Prototype, uitgerust met een Walter M 601B turboprop motor, gebouwd in 1981.
- Z-37T Agro Turbo: Productieversie, uitgerust met een Walter M 601Z motor en langere vleugels, gebouwd tussen 1985 en 1987, samen met de Z-37T-2 zijn er van deze versie 28 stuks gebouwd.
- Z-37T-2: Dubbelzitsversie van de Z-37T Agro Turbo, gebouwd tussen 1985 en 1987.
- Z-137T: Verdere ontwikkeling.

## Specificaties (Z-37A)
- Bemanning: 1, de piloot

Zlin Z-37 Čmelák

- Capaciteit: 1, een boordwerktuigkundige (optioneel), 650 l aan chemicaliën
- Lengte: 8,55 m
- Spanwijdte: 12,22 m
- Hoogte: 2,90 m
- Vleugeloppervlak: 23,80 m2
- Leeggewicht: 1 043 kg
- Startgewicht: 1 850 kg
- Motor: 1× Walter M 462RF luchtgekoelde 9-cilinder stermotor, 235 kW (315 pk)
- Maximumsnelheid: 210 km/h
- Kruissnelheid: 183 km/h
- Vliegbereik: 640 km
- Dienstplafond: 4 000 m
- Klimsnelheid: 4,7 m/s

## Gebruikers
- Bulgarije
- DDR
- Finland
- Groot-Brittannië
  - John Richards
- Hongarije
- India
- Irak
- Joegoslavië
- Slowakije
- Soedan
- Tsjechië
- Tsjechoslowakije
  - Slov-Air

## Incidenten
- Tijdens een vliegshow bij de Duitse stad Eisenach (26 april 2008), stortte een Čmelák bij een mislukte poging om op te stijgen neer op enkele standen in het publieksgebied. Daarbij vielen 2 doden, 4 zwaargewonden (waaronder de piloot) en 14 lichtgewonden.[1]